# Pardal de bardissa immaculat
El pardal de bardissa immaculat (Prunella immaculata) és un ocell de la família dels prunèl·lids (Prunellidae). El seu estat de conservació es considera de risc mínim.

## Hàbitat i distribució
habita espesures als boscos de coníferes dels Himàlaies, al nord-est de l'Índia, est del Nepal cap a l'est fins Arunachal Pradesh, sud del Tibet i oest i sud-oest de la Xina.